# Смородский, Андрей Александрович
Андрей Александрович Смородский (1888—1954, Тбилиси) — советский, ранее российский шахматист, мастер (1913—1935). Первых шахматных успехов добился в турнирах Петербургского шахматного собрания. Во Всероссийском турнире любителей (1913) — 2-е место; во Всероссийском турнире мастеров (1913/1914) — 6—7-е места. С 1920 года жил в Тбилиси. Активно участвовал в создании грузинской шахматной организации. Участник чемпионатов СССР (1924 и 1927). Чемпион Тбилиси (1926 и 1927), Красной Армии (1933). Выступал в Закавказских турнирах: 1928 — 6-е и 1933 — 4-е места.
После Октябрьской революции вступил ряды Советской Армии, в которой служил до конца жизни. В последние годы жизни в связи с плохим состоянием здоровья в соревнованиях не выступал.